# Catastrophe d'Aberfan
La catastrophe d'Aberfan est le glissement d'un pan d'un terril à Aberfan, petit village du sud du pays de Galles, le 21 octobre 1966, provoquant la mort de 144 personnes, dont 116 enfants.

## Déroulement de la catastrophe
À 9 h 15 du matin, par un temps brumeux, le terril no 7 de la mine locale subit un glissement de terrain. Le câble du téléphone de l'équipe située en haut du terril ayant été volé, aucun signal d'alarme ne peut être émis. Sur son passage, le glissement de terrain emporte un premier cottage dont les habitants sont tous tués. Vingt maisons sont détruites ainsi que l'école, la Pantglas Junior School, dont la majorité des élèves, 116 enfants, ainsi que 5 enseignants, sont tués. La catastrophe a duré moins de 5 minutes.
Juste après l'arrivée de la vague de terre dans un grondement sourd, un silence absolu se fait sur le village d'Aberfan. Un rescapé, George Williams, déclare que « dans ce silence, on n'entendait pas un oiseau ni un enfant ».
Dans les heures qui suivent le drame, George Thomas, secrétaire d'État pour le Pays de Galles déclare : « Une génération d'enfants a été balayée. Il existe au pays de Galles quantité de boues de ce genre, et nous devons veiller à ce que cela ne se reproduise plus. »

## Les secours
Le pays de Galles se mobilise largement pour venir en aide aux sinistrés d'Aberfan. Des centaines de volontaires se rendent sur les lieux pour secourir les personnes ensevelies. Pourtant, aucune victime ne sera retrouvée vivante et les derniers corps mettront une semaine à être dégagés. On parle au début des opérations de secours de 85 enfants tués, mais le chiffre s'accroît progressivement au fur et à mesure de la découverte des corps.
La catastrophe suscite de la compassion dans le monde entier, en raison sans doute du grand nombre d'enfants tués par le glissement de terrain. La mairie de Merthyr Tydfil ouvre un fonds d'aide spécial dans lequel l'aide générale est recueillie. Au total, 90 000 dons sont faits pour un montant de 1 606 929 livres (soit plus de 18 millions de livres d'aujourd'hui). Pourtant, l'aide a du mal à s'organiser. La question se pose quant à savoir comment la somme doit être utilisée. De plus, la presse fait état de dissension entre le comité de secours et le village d'Aberfan. Pour certains, l'argent devait être réservé uniquement aux familles des victimes, pour d'autres à toute la population d'Aberfan. Pour cette raison, l'argent est géré par une entité créée spécialement et nommée « Fund's Trust Deed ». Ce comité décide de venir en aide financièrement à « toutes les personnes qui ont souffert des conséquences de ladite catastrophe » et pour toute initiative charitable menée dans le village ou la région immédiate d'Aberfan,.
Un mémorial est édifié, les maisons détruites sont reconstruites, un bâtiment municipal est érigé.

## Polémique sur l'attitude de la reine
Malgré l'importance de la catastrophe, la reine Élisabeth II refuse tout d'abord de se rendre dans le village sinistré, déclenchant de vives critiques dans la presse britannique et la classe politique. Le seul membre de la famille royale à s'y précipiter est Lord Snowdon, mari de sa sœur Margaret. Sous la pression, notamment de son gouvernement travailliste, Élisabeth II se résoudra finalement à faire le déplacement seulement huit jours après. Son entourage confiera plus tard que cette réaction tardive reste un des plus grands regrets de la souveraine, qui reviendra par la suite à plusieurs reprises à Aberfan. 
En 2016, le prince Charles préside les cérémonies du 50e anniversaire de la catastrophe et lit un message de sa mère « Je me souviens bien de ma propre visite avec le prince Philip après la catastrophe, et le petit bouquet que m'a donné une jeune fille, qui portait l'inscription déchirante Des enfants restants d’Aberfan. Dès lors, nous sommes revenus à plusieurs occasions et avons toujours été profondément impressionnés par le remarquable courage, la dignité et la ténacité qui caractérisent les gens de ce village et des vallées environnantes. »

## Dans les arts
En commémoration de la catastrophe d'Aberfan, à l'occasion de son cinquantième anniversaire, Sir Karl Jenkins a composé en 2016, sur un livret de Mererid Hopwood, une œuvre chorale majeure, Cantata Memoria - For The Children, dont « Lament for the Valley ». L'Œuvre est enregistrée pour Deutsche Grammophon en 2016, sous la direction du compositeur, avec notamment Bryn Terfel (OCLC 973617084).
La catastrophe d'Aberfan et les hésitations de la reine font l'objet du troisième épisode de la saison 3 de la série The Crown.